# Saranno famosi (serie televisiva)
Saranno famosi (Fame) è una serie televisiva statunitense creata da Christopher Gore e prodotta dalla Metro-Goldwyn-Mayer Television sulla scia del successo dell'omonimo film diretto da Alan Parker nel 1980.
La serie è andata in onda negli Stati Uniti dal 1982 al 1987 sulla rete NBC ed è composta da un totale di 136 episodi distribuiti in 6 stagioni. Ricevette 34 nomination agli Emmy vincendone tre, nonché un Telegatto per la miglior serie televisiva. Venne sponsorizzata dagli strumenti musicali Yamaha, che vengono mostrati in modo prominente in numerosi episodi.
Saranno famosi fu una delle prime serie televisive a rendere partecipi le famiglie americane delle dilaganti piaghe sociali che, al sorgere degli anni ottanta, si stavano diffondendo sempre più negli Stati Uniti. Ad alcuni episodi, ad esempio, si riconosce il merito di avere affrontato, specialmente all'indirizzo dei giovanissimi, all'epoca i primi esponenti della cosiddetta Generazione X, tematiche e problematiche delicate, come il consumo di stupefacenti, la discriminazione razziale, la criminalità organizzata, la prostituzione minorile, la sodomia e l'alcolismo.

## Trama
Un gruppo di studenti e insegnanti della New York School of the Performing Arts mettono in scena i piccoli e grandi drammi personali, familiari e sentimentali in una serie di numeri musicali, in particolare coreografie e musical.

## Produzione
Il telefilm, benché fosse ambientato a New York, fu quasi interamente girato a Los Angeles nello studio 26 della Metro Goldwyn Mayer. Saltuariamente il cast si trasferiva a New York per girare gli esterni, che poi venivano montati nelle varie puntate. Debbie Allen, che interpretava l'insegnante di danza Lydia Grant, realizzò le coreografie di quasi tutti i balletti e diresse anche alcuni episodi.
Andò in onda negli Stati Uniti tra gennaio 1982 e maggio 1987 sulla rete NBC, ma nonostante le entusiastiche recensioni della critica, gli ascolti furono tutt'altro che impressionanti tanto che la rete decise di cancellare la serie dopo solo due stagioni. Tuttavia, in base ad un accordo speciale con la LBS Communications, la MGM ha continuato a produrre la serie in syndication a partire dall'autunno del 1983 per altre quattro stagioni, con l'ultimo episodio in prima visione in onda negli Stati Uniti il 18 maggio 1987, grazie anche al fatto che la serie ebbe un maggiore successo in Europa e in particolare in Inghilterra e Italia.
In Italia fu trasmesso da Rai 2 tra il 1983 e il 1989, inizialmente la domenica sera alle 20:40 e successivamente quotidianamente nei pomeriggi estivi tra giugno e settembre tra le 13:30 e le 14:30, ed è stato replicato più volte negli anni anche su Rai 3. Il successo del telefilm in Italia fu tale che l'intero cast fu ospitato all'interno del programma di Rai 2 Raffaella Venerdì, Sabato e Domenica... E saranno famosi condotto da Raffaella Carrà. La stessa rete partecipò come coproduttrice quando si decise di produrre la serie in syndication

## Casting
Alcuni attori della serie televisiva comparivano nel film del 1980: 
- Lee Curreri (Bruno Martelli)
- Gene Anthony Ray (Leroy Johnson)
- Albert Hague (Benjamin Shorofsky)

Dal film derivavano anche i seguenti personaggi:
- Coco Hernandez (Erica Gimpel), ambiziosa ragazza latina, interpretata nel film da Irene Cara. Erica Gimpel stava frequentando la vera Scuola D'Arte di New York quando venne notata e convocata per una parte nel telefilm[senza fonte]
- Doris Schwartz (Valerie Landsburg), ragazza impacciata ma talentuosa, che sostituisce Doris Finsecker, nel film interpretata da Maureen Teefy. Al provino per l'assegnazione del personaggio di Doris, oltre a Valerie Landsburg erano presenti anche Jennifer Beals, la protagonista di Flashdance, e Fran Drescher, che sarebbe diventata famosa negli anni novanta con il telefilm La tata, a cui fu tuttavia affidato un personaggio secondario nell'episodio pilota della serie come una delle studentesse della scuola d'arte, ma che verrà cancellato a partire dal secondo episodio. Partecipò alla selezione del cast anche la cantante Madonna, che venne scartata ma che di lì a poco avrebbe raggiunto enorme fama
- Montgomery MacNeil (P.R. Paul), nel film interpretato da Paul McCrane, il cui ruolo scomparirà senza spiegazioni a partire dal diciottesimo episodio della prima serie e alla sua omosessualità, presente nel personaggio del film, non vi è alcun riferimento all'interno del telefilm
- Danny Amatullo (Carlo Imperato), aspirante comico, sostituisce per tutte le sei stagioni il personaggio di Ralph, interpretato nel film da Barry Miller, che apparirà solo nel primo episodio per sparire già da quello successivo, sostituito appunto da Amatullo. Carlo Imperato raccontò che non voleva interpretare il ruolo di Danny, ma quando si presentò al provino e un altro ragazzo si rifiutò di stringergli la mano, capì che doveva assolutamente avere quella parte
- Elizabeth Sherwood (Carol Mayo Jenkins), professoressa di lettere, nel film fu interpretata da Anne Meara

Rispetto al film, compaiono nuovi personaggi
- Julie Miller (Lori Singer), la violoncellista
- Cleo Hewitt, personaggio entrato nel corso della quarta serie, interpretato da una giovane Janet Jackson, non ancora esplosa come cantante di grande successo

Il personaggio di Miss Berg nel film è l'insegnante di danza, interpretata da Joanna Merlin che nel telefilm è la segretaria della scuola.
Alla serie presero parte numerosi personaggi famosi dello spettacolo che, nell'ambito della vicenda scenica, interpretavano piccoli ruoli cameo sia come attori che nei panni di se stessi, come Joan Baez, Brenda Vaccaro, Betty White, Carol Burnett, Milton Berle, John Carradine, Nancy Walker e molti altri.

## Remake e reunion
Nel 1996 fu realizzato un remake, Saranno famosi a Los Angeles trasmesso tra il 1997 ed il 1998 per 22 episodi, ambientato a Los Angeles.
Il 27 dicembre 2008 fu trasmesso su Channel 4, nonostante la serie originale venne trasmessa in Inghilterra dalla BBC One uno special televisivo intitolato Bring Back...Fame, con alcuni dei membri originali della serie.
Nel maggio 2019, otto membri del cast, Lee Curreri, Erica Gimpel, Carlo Imperato, Valerie Landsburg, PR Paul, Cynthia Gibb, Jesse Borrego e Nia Peeples, hanno partecipato alla reunion per i trentacinque anni della serie, esibendosi in due concerti a Liverpool. In concomitanza si svolse una convention di tre giorni alla quale presero parte altri membri del cast tra cui Carol Mayo Jenkins, Loretta Chandler e David Greenlee.

## DVD e dischi dalla serie
Il 15 maggio 2007 venne pubblicata anche in Italia la prima stagione della serie in DVD comprendente i primi 16 episodi, senza extra. A gennaio 2010 la seconda stagione.
I protagonisti delle prime stagioni incisero alcuni dischi con le canzoni che apparivano nelle varie puntate. Esistono anche una serie di dischi in vinile con le canzoni delle prime due stagioni, di questi solo gli album The Kids from Fame e The Best of Fame furono stampati anche in CD.

### The Kids from Fame
1. Starmaker
2. I Can Do Anything Better Than You Can
3. I Still Believe In Me
4. Life Is a Celebration
5. Step Up to the Mike
6. Hi-Fidelity
7. We Got the Power to Be
8. It's Gonna Be a Long Night
9. Desdemona
10. Be My Music

### The Kids from Fame - Again
1. Mannequin
2. Carnival
3. I Was Only Trying to Help
4. Alone In the Crowd
5. Your the Real Music
6. Sho Sho Sho Shorofsky
7. A Special Place
8. Do the Gimme That
9. It's Sonata Mozart (instrumental)
10. Come What May
11. The Show Must Go on

### The Kids from Fame - Songs
1. Be Your Own Hero
2. Just Like You
3. There's a Train
4. Mannequin
5. Could We Be Magic Like You
6. Lay Back and Be Cool
7. Songs
8. Body Language
9. Beautiful Dreamer
10. Dancing Endlessly
11. Bet Your Life It's Me

### The Kids from Fame Sing for You
1. Sing for You America
2. The Secret
3. Manhattan
4. The Story of Judy and Roy
5. Lucky Enough for Two
6. Better With a Friend
7. Shakin'
8. Electricity
9. Take That First Step
10. Mr. Cool
11. Face to Face
12. Wish Me Well

### The Kids from Fame - Live
1. Body Language
2. Could We Be Magic Like You
3. Friday Night
4. Desdemona
5. Starmaker
6. Hi-Fidelity
7. Mannequin
8. Medley: A Special Place/It's Gonna Be a Long Night/I Still Believe In Me/The Secret/Be My Music
9. Life Is a Celebration
10. We Got the Power to Be
11. Fame

### The Best of Fame
1. Starmaker
2. We Got the Power to Be
3. Rock 'N Roll World
4. Take That First Step
5. Body Language
6. Hi-Fidelity
7. Life Is a Celebration
8. Be Your Own Hero
9. Friday Night
10. Fame

### Fame Rock 'N Roll World
1. Rock 'N Roll World
2. Mr. Cool
3. The Secret
4. Take That First Step
5. Better With a Friend
6. Shakin'
7. Electricity
8. Lucky Enough for Two
9. Face to Face
10. Sing for You America

## Riconoscimenti
Saranno famosi ottenne 34 nomination ai premi Emmy e ne vinse 3. Si aggiudicò anche un Telegatto per la Migliore serie televisiva.

## Episodi
| Stagione         | Episodi | Prima TV USA | Prima TV Italia |
| ---------------- | ------- | ------------ | --------------- |
| Prima stagione   | 16      | 1982         | 1983            |
| Seconda stagione | 23      | 1982-1983    | 1984            |
| Terza stagione   | 24      | 1983-1984    | 1985            |
| Quarta stagione  | 25      | 1984-1985    | 1986            |
| Quinta stagione  | 24      | 1985-1986    | 1987            |
| Sesta stagione   | 24      | 1986-1987    | 1989            |

## Personaggi

### Alunni
- Bruno Martelli (stagioni 1-3), interpretato da Lee Curreri.
 Compositore e pianista di grande talento, è uno studente di origini italiane che, sebbene talvolta possa apparire molto insicuro, timido e introverso (soprattutto nel rapportarsi col pubblico sulla scena), in virtù della sua lealtà, sincerità e bontà d'animo, è particolarmente apprezzato dall'intero istituto, sia dai suoi amici sia dagli insegnanti; inoltre, è lui che cura le musiche e i testi per i brani o le coreografie da rappresentare nei vari spettacoli. Il suo sogno è quello di diventare un famoso musicista, malgrado Bruno lo viva costantemente con la straziante paura del fallimento; sarà proprio il professor Benjamin Shorofsky, suo maestro di musica, con cui inizialmente avrà un rapporto pressoché conflittuale, a trasmettergli maggior sicurezza in sé stesso, facendo emergere nel ragazzo un inedito spirito di autocritica. Suo padre, il tassista Angelo Martelli, è assai protettivo, nonché forte sostenitore per la carriera del figlio, tanto da essere disposto a raddoppiare le ore lavorative pur di poterlo vedere come concertista.
Nella terza stagione, il padre di Bruno morirà di infarto e questi, trovandosi da solo, deciderà di abbandonare la scuola. Ciò nonostante, diverrà capo-cameriere in un localino di nome Caruso, luogo di ritrovo con i suoi amici, rimanendo, di conseguenza, uno dei protagonisti della serie.
- Coco Hernandez (stagioni 1-3), interpretata da Erica Gimpel.
Studentessa di origini portoricane, primeggia del canto, nel ballo e nella recitazione, ed è una delle allieve più talentuose dell'istituto. Dal carattere forte e perseverante, per via della sua competitività ama porsi al centro dell'attenzione e difficilmente si dimostra arrendevole di fronte agli imprevisti o esita nel battersi per difendere le proprie idee. In contrapposizione a ciò, in molte situazioni ha dimostrato di essere una persona amabile, generosa e dotata di grande umiltà, grazie alla quale è in grado di riconoscere i propri errori e di non tirarsi indietro nel chiedere scusa, spesso traendone preziosi insegnamenti. È, inoltre, la migliore amica di Bruno, ed è spesso lei a doverlo sufficientemente stimolare affinché il ragazzo possa vincere le proprie insicurezze. Pare abbia una certa attrazione per Leroy Johnson, nonostante tale simpatia non venga approfondita nella serie.
Affezionatissima alla nonna, quando giunge alla morte, la ragazza reagisce dapprima chiudendosi in sé stessa, rifiutando provini e ruoli da protagonista, ma presto si riprende e torna a essere la solita Coco. Nella terza stagione, dopo aver trovato lavoro presso una compagnia di ballo, abbandona la scuola per realizzare il suo sogno: diventare una star.
- Danny Amatullo (stagioni 1-6), interpretato da Carlo Imperato.
Giovane italo-americano, è uno studente di arte drammatica che sogna di diventare, in futuro, un comico di successo. Eccelle nel canto e nella recitazione, ma a causa della sua goffaggine è totalmente negato per il ballo, e a volte si propone come un ragazzo pieno di rabbia oltre che scansafatiche, ma anche pronto a tendere una mano verso un amico bisognoso; nei momenti di sconforto, è solito rifugiarsi nell'amica Doris.
Proveniente da un quartiere malfamato di Brooklyn, è immerso in un contesto familiare conflittuale col padre, l'impiegato Carmine Amatullo, rivelatosi poco propenso nell'accettare il figlio con la qualifica di attore comico. Alla fine, il padre smetterà di considerare quella del figlio come un'infatuazione passeggera, e si dirà molto orgoglioso dei risultati conseguiti da Danny.
- Doris Schwartz (stagioni 1-4), interpretata da Valerie Landsburg.
Anch'ella studentessa di arte drammatica, è una ragazza dalle indiscutibili doti canore e dalla notevole capacità interpretativa, assai altruista, irruente, spiritosa e talvolta un po' impicciona, ma comunque sempre in prima linea in difesa dei suoi valori umani; proprio grazie al suo spirito carismatico e trascinante è vista da tutti come un punto di riferimento, un vero e proprio leader sempre pronto ad aiutare gli amici del gruppo. A volte è tormentata dal suo aspetto fisico che non sempre gradisce, e pertanto la si può trovare alla ricerca di diete spesso drastiche. Come Barbra Streisand – di cui è una grandissima fan – riconosce di non essere bella e spesso lo sottolinea ironizzando.
È di religione ebraica e gode di buona condizione familiare, malgrado alcune divergenze tra suo fratello e suo padre abbiano costretto il primo ad andar via di casa, fatto molto sofferto per Doris.
- Julie Miller (stagioni 1-2), interpretata da Lori Singer.
 Studentessa di musica, è una ragazza proveniente da una piccola cittadina del Texas, di bell'aspetto e dai modi garbati. Il suo cavallo di battaglia è il violoncello, e il suo sogno è proprio quello di diventare una violoncellista; cerca l'inserimento nel gruppo non tanto come amica, quanto come musicista negli spettacoli teatrali. I suoi genitori sono separati e cerca in tutti i modi di aiutare la madre a superare la crisi post-divorzio, mentre col padre, imprenditore arricchito, ha un rapporto difficile.
A partire dalla terza stagione Julie non comparirà più poiché sembra essere tornata in Texas.
- Leroy Johnson (stagioni 1-6), interpretato da Gene Anthony Ray.
È il ballerino più bravo nella danza jazz, sorretto da un fisico scultoreo e da una straordinaria espressività nel ballo, in particolar modo nello spazio scenico. Cantante e attore di talento, Leroy ha un carattere vanitoso, spavaldo, testardo, impulsivo, presuntuoso e sicuro di sé; talvolta usa atteggiarsi da superiore, risulta essere molto arrogante e ipercompetitivo o tende a estraniarsi totalmente dai problemi dei suoi amici, ma tutto ciò non è altro che una maschera per nascondere la sua bontà d'animo.
Si scoprirà che lui è stato ammesso per puro caso alla School of Arts: accompagnando un'amica all'audizione, entrerà a farne parte pur non avendo inizialmente l'intenzione di frequentarla; una volta ammesso, diventerà l'allievo preferito della sig.na Grant per le sue abilità nel ballo, ma non eccellerà nelle materie umanistiche, motivo per cui entrerà spesso in contrasto con la prof.ssa Elizabeth Sherwood, insegnante di letteratura.
Il suo atteggiamento ribelle è, in realtà, risultato di una precaria condizione familiare, segnata da povertà e violenza: cresciuto a Harlem, vive da solo in una casa piccola e misera, abbandonato dal padre fuggito dalla famiglia per rincorrere i propri sogni di ballerino, con un fratello in prigione e una madre che si trasferisce in un'altra città per ragioni lavorative. L'unica che saprà impartirgli una buona educazione all'istituto sarà proprio la sig.na Grant che, sebbene servendosi di metodi severi e spesso punitivi, si prenderà cura del ragazzo con molta pazienza, tanto che Leroy arriverà a vederla come una vera figura materna, che riempirà la maestra di grande orgoglio e soddisfazione.
- Christopher "Chris" Donlon (stagioni 3-6), interpretato da Billy Hufsey.
È uno studente di danza moderna con un passato da pugile, subentrato agli inizi della terza stagione; è il classico "belloccio" della scuola e dall'intelligenza non spiccata, e di conseguenza non eccelle di iniziative nella vita scolastica, ma si limita semplicemente a seguire la massa.
- Holly Laird (stagioni 3-5), interpretata da Cynthia Gibb.
È una ragazza simpatica, carina e attraente appassionata di danza, ma sa dilettarsi anche in canto e recitazione. Subentrata nella terza stagione insieme con Chris, dovrà far fronte ad alcune difficoltà per integrarsi nel gruppo, poiché il suo arrivo coinciderà con l'addio di Bruno; è, inoltre, la migliore amica di Nicole.
- Jesse Velasquez (stagioni 4-6), interpretato da Jesse Borrego.
Playboy dalla personalità magnetica e carismatica, è un ragazzo messicano sopraggiunto nella quarta stagione, innamorato di Nicole, ma che spesso trascura andando dietro ad altre ragazze. È un talentuoso attore, cantante e ballerino.
- Nicole Chapman (stagioni 4-6), interpretata da Nia Peeples.
È una ragazza carina e affascinante, proveniente da una famiglia benestante e dal carattere non troppo forte, poiché sovente la si trova giù di morale o con le lacrime agli occhi. È innamorata di Jesse, spesso causa della sua malinconia; morirà in seguito a un incidente stradale.

### Docenti
- Lydia Grant (stagioni 1-6), interpretata da Debbie Allen.
È la docente di danza nella Scuola d'Arte, pronta a mettere in riga tutti i suoi allievi con lezioni estenuanti e interminabili, spesso accompagnate da scherni o l'affibiazione di nomignoli o soprannomi umilianti, ma con lo scopo di incoraggiare i ragazzi a dare sempre il meglio di loro, soprattutto sotto il profilo fisico e psicologico. È, inoltre, un'insegnante molto competente ed esperta, un'ottima cantante e una ballerina straordinaria; al rigore e all'intransigenza che mostra agli alunni per le lezioni contrappone, al di fuori delle attività scolastiche, una grande sensibilità, dolcezza ed empatia nei loro confronti, aiutandoli in crisi familiari o sentimentali. Proprio in virtù della sua vicinanza alle cause altrui è, insieme con la prof.ssa Elizabeth Sherwood, la maestra preferita dagli studenti.
- Elizabeth Sherwood (stagioni 1-5), interpretata da Carol Mayo Jenkins.
È la docente di letteratura nella Scuola d'Arte, dai metodi sbrigativi e che spesso gioca il ruolo di psicologa nell'istituto. Apparentemente poco incline al tatto, cerca invece di aiutare gli studenti a ragionare e manifestare i loro sentimenti, riuscendovi con successo e con una buona dose di ironia.
- Benjamin Shorofsky (stagioni 1-6), interpretato da Albert Hague.
È un burbero insegnante di musica, sfuggito dalla persecuzione degli ebrei durante la Seconda guerra mondiale in Germania; simpatico, ironico, tradizionalista e dalla battuta facile, nel momento del bisogno è sempre pronto ad ascoltare e ad aiutare gli allievi della scuola. Nonostante l'età, si diverte a tenere testa ai suoi studenti, cogliendoli spesso di sorpresa con metodi improvvisati o poco diplomatici; inoltre, può capitare che si conceda una pausa dalla sua abitudinaria pacatezza e razionalità per assecondare le iniziative dei protagonisti. Ha un rapporto altalenante con Bruno, nei confronti del quale, come per tutti gli studenti, nutre grande simpatia.
- Signorina Berg (stagioni 1-6), interpretata da Ann Nelson.
È l'anziana segretaria tutto-fare dell'istituto, sempre schierata dalla parte degli studenti, anche a costo di andare contro la volontà dei professori; ciò scaturisce dal fatto che spesso, nonostante l'età avanzata, si dimostra molto più comprensiva nei loro confronti rispetto ai colleghi più giovani.